# Eucyclops elburziensis
Eucyclops elburziensis – gatunek widłonoga z rodziny Cyclopidae, nazwa naukowa gatunku została po raz pierwszy opublikowana w 1955 roku przez szwedzkiego zoologa Knuta Lindberga.